# Ipnale

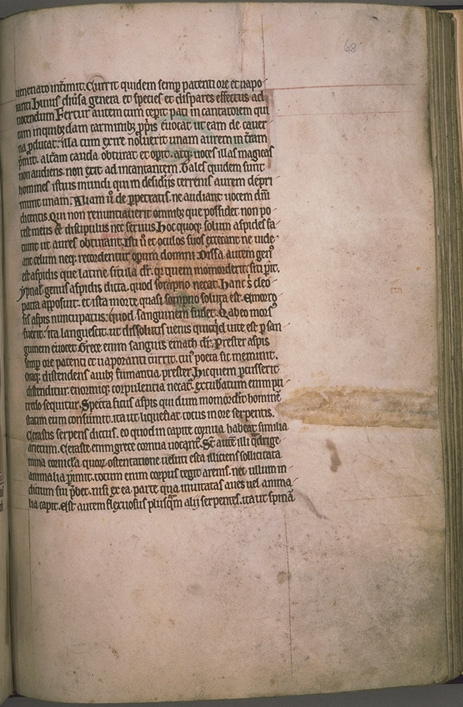
Pagina del bestiario di Aberdeen (folio 68 recto) in cui viene data una stringata descrizione dell'ipnale.

L'ipnale (in latino ypnalis o ipnalis; dal greco ὕπνος, hypnos, "sonno") è un serpente leggendario descritto nei bestiari medievali.

## Caratteristiche
L'ipnale, secondo la classificazione medievale, appartiene alla categoria degli aspidi, ossia dei serpenti dal morso velenoso. In particolare, il veleno dell'ipnale causa la morte facendo sprofondare le sue vittime in un sonno senza risveglio (da cui il nome). Secondo altre versioni, il sonno non sarebbe l'effetto del veleno del serpente, bensì il momento che questo sceglie per attaccare le sue vittime: l'ipnale si muove infatti silenziosamente.

## Riferimenti storici

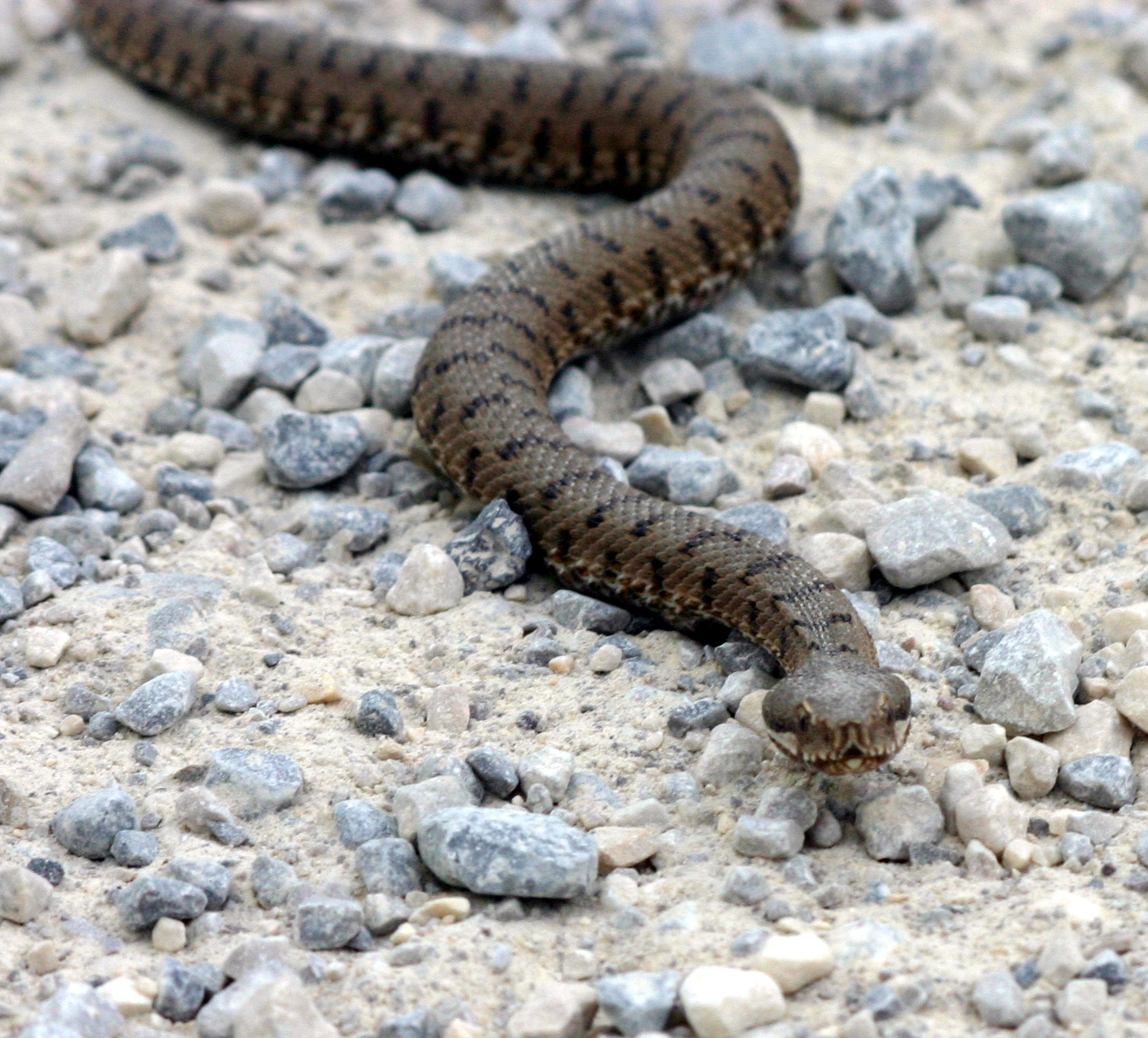
L'aspide europeo, Vipera aspis

Secondo la tradizione il famoso aspide di Cleopatra, dal quale ella si fece mordere per suicidarsi, era proprio un ipnale. La dettagliata descrizione data da Plutarco degli effetti del suo veleno è concorde con quanto riportato in epoca medievale dai bestiari. Anche Boccaccio, nel suo commento alla Divina commedia, richiama esplicitamente l'ipnale nel riferirsi a questo episodio.

## Influenza culturale
- L'ipnale compare nel novero degli animali, reali e leggendari, che formano la cornice del portale della chiesa ne Il nome della rosa, romanzo di Umberto Eco[10].
- L'ipnale è un mostro nel gioco di ruolo Pathfinder, nel quale è rappresentato come un grosso serpente simile ad un cobra; in questa versione il potere del suo veleno consiste nell'espellere gli intrusi dal Piano Etereo[11].

## Voci correlate

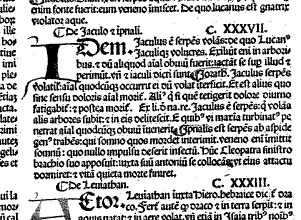
«De Iaculo et ipnali». Il paragrafo dallo Speculum naturale di Vincenzo di Beauvais.